# Vytautas Landsbergis
Vytautas Landsbergis (* 18. října 1932 Kaunas) je litevský politik, státník a akademik, původním povoláním hudební pedagog a historik. Představitel konzervativní katolické pravice, byl čelným představitelem Litvy v období jejího vystoupení ze Sovětského svazu a vyhlášení nezávislosti, a ve vysoké politice působil až do roku 2014 (poslední léta jako europoslanec).

## Rodina
Pochází z intelektuální rodiny původem z Kaunasu. Jeho rodiči byli architekt Vytautas Landsbergis-Žemkalnis (1893–1993), jako známý antisemita v době německé okupace Litvy (1941–1944) ministr infrastruktury osobně odpovědný za arizaci židovského majetku (tzv. Zákon o odnárodnění městských domů a pozemků podepsal 19. července 1941), či vznik koncentračního tábora Šiauliai a oční lékařka Ona Jablonskytė-Landsbergienė (1894–1957), která byla za záchranu několika židovských uprchlíků v době okupace oceněna čestným titulem Spravedlivý mezi národy. Zatímco otec pobýval v letech 1944 až 1959 v exilu, matka zůstala v Litvě a její syn Vytautas v rodném městě ukončil střední školu a hudební školu J. Gruodise. Roku 1950 vstoupil do Státní konzervatoře (nyní Akademie Divadla a hudby) ve Vilniusu, kterou absolvoval roku 1955, a v tomto městě se usadil.
Jeho manželkou byla Gražina Ručytė-Landsbergienė (1930–2020) – pianistka, profesorka na Litevské Hudební Akademii. Dcery Jūratė a Birutė jsou také hudebnice. Syn Vytautas je literát a filmový režisér.
Vnuk Gabrielius Landsbergis je též významným politikem, v letech 2015–2024 byl předsedou křesťanskodemokratické strany Vlastenecký svaz (kterou jeho děd Vytautas zakládal) a v letech 2020–2024 ministrem zahraničí.

## Politická činnost
Dne 3. června 1988 byl prof. Landsbergis zvolen do iniciativní skupiny Litevského Sąjūdisu a na ustavujícím sjezdu Sąjūdisu, který se konal 22.–23. října, do jeho Sněmu a do Rady Sněmu. Od 25. listopadu 1988 do 21. dubna 1990 byl předsedou Rady Sněmu Sąjūdisu a od 15. prosince 1991 jeho čestným předsedou. Dne 26. března 1989 ho voliči ve městě Panevėžys zvolili lidovým poslancem SSSR a 24. února 1990 poslancem Nejvyššího Sovětu Litevské SSR.
Dne 11. března 1990 byl zvolen předsedou Nejvyššího Sovětu Litevské SSR, předsedal parlamentní schůzi, na které byl v ten den vyhlášen Zákon o obnovení nezávislosti Litvy. Podle Prozatímní Ústavy se stal nejvyšším činitelem, tj. de facto prezidentem právě vzniklého státu.
V letech 1990–1992 byl jedním z vedoucích činitelů Rady Baltských států a v letech 1990–1991 předsedou redakční (návrhové) Komise Ústavy Litevské Republiky. Za jeho předsednictví byly konečné návrhy Ústavy předloženy ke schválení hlasováním na podzim roku 1992, jeden z nich byl přijat v referendu. Landsbergis tento návrh Ústavy promulgoval a vyhlásil dne 6. listopadu. Mimo to byl předsedou delegace dvoustranných mezistátních jednání se SSSR. Litva se pod jeho vedením ubránila jak hospodářské blokádě, tak ozbrojené agresi ze strany SSSR, a dosáhla mezinárodního uznání své obnovené nezávislosti, a posléze také dohody s Ruskou federací (roku 1992) o odchodu Ruské armády z území Litvy.
Ve volbách v říjnu až listopadu 1992 byl Landsbergis zvolen členem Sněmu Litevské republiky, a hlasováním spojené opozice ve Sněmu zvané „Vlastenecké srozumění“ (lit. Tėvynės Santaros) se stal lídrem opozice v litevském parlamentu. Byl taktéž členem delegace do Parlamentního shromáždění Rady Evropy a také členem delegace do Baltského shromáždění.
Dne 1. května 1993 při založení Litevské strany konzervativců (tehdejší název, později Vlastenecký svaz) byl Landsbergis zvolen jejím předsedou. V letech 1995, 1998 a 2000 byl v této funkci opakovaně potvrzen a setrval v ní až do roku 2003. Poté byl předsedou politického výboru Vlasteneckého svazu a členem Prezídia.
Ve volbách v roce 2000 byl počtvrté zvolen členem Litevského parlamentu a až do roku 2004 opět pracoval v delegacích do Parlamentního shromáždění Rady Evropy a do Baltského shromáždění. V letech 2003-2004 byl Sněmem Litevské Republiky delegován jako pozorovatel Evropského parlamentu a od 1. května 2004 (se vstupem Litvy do EU) jako plnoprávný člen Evropského parlamentu. Dne 13. června 2004 byl zvolen jeho poslancem. Ve volbách do Evropského parlamentu v roce 2009 v Litvě byl zvolen do druhé kadence, po uplynutí funkčního období roku 2014 odešel do důchodu.

## Umělecká a pedagogická činnost
Vytautas Landsbergis vydal kolem 30 knih, ve kterých se zpočátku zaměřoval na tvorbu M. K. Čiurlionise a v pozdějších letech na otázky litevské a mezinárodní politiky. Vydal také sbírky básní a vzpomínek. Zredigoval a vydal všechna Čiurlionisova díla pro klavír.
Byl dlouhá léta členem vedení a sekretariátu Svazu Hudebních skladatelů, dosud je předsedou společnosti M. K. Čiurlionise a také čestným předsedou Litevské šachové federace (v roce 1952 získal třetí místo na mistrovství Litvy v šachu). Od roku 1995 je předsedou rady Mezinárodního konkursu varhaníků a pianistů M. K. Čiurlionise.
V roce 1952 ještě za studií započal s pedagogickou prací, kterou se živil až do března 1990. Vyučoval hru na klavír na Hudební škole M. K. Čiurlionise ve Vilniusu, na Klajpedské fakultě Státní konzervatoře, na Pedagogickém institutu ve Vilniusu. V roce 1969 obhájil disertaci Tvorba M. K. Čiurlionise jako skladatele. V roce 1975 byl odměněn státní cenou Litevské SSR za monografii Čiurlionisova tvorba, v roce 1988 ji získal podruhé za monografii Život a dílo Česlova Sasnauska.
V letech 1978–1990 byl profesorem na Litevské hudební akademii a v roce 1994 se zde habilitoval na doktora.
Je též držitelem řady čestných doktorátů z univerzit po celém světě – Loyolská Univerzita v Chicagu (dr. práv, 1991), Litevská univerzita Vytautase Velikého v Kaunasu (dr. filozofie, 1992), Weberova státní univerzita v Ogdenu (USA, dr. humanitních věd, 1992), Yaleova univerzita (dr. práv, 1992), Klajpedská univerzita (1997), Litevská právnická univerzita, Helsinská univerzita (2000), Sorbonna (Paříž, 2001), Litevská Akademie výtvarných umění (2003). Je akademikem Litevské katolické Akademie věd a čestným členem Gediminasovy technické univerzity Vilnius a Univerzity Cardiff ve Walesu.

## Vyznamenání a ocenění

### Vyznamenání
- velkodůstojník Řádu čestné legie – Francie, 1997
- velikoříž Řádu Vitolda Velikého – Litva, 9. března 1998[3]
- velkokříž Norského královského řádu za zásluhy – Norsko, 1998
- velkokříž Řádu cti – Řecko, 1998
- velkokříž Řádu za zásluhy Polské republiky – Polsko, 9. dubna 1999 – udělil prezident Aleksander Kwaśniewski za mimořádný přínos k rozvoji polsko-litevské spolupráce[4]
- velkodůstojník Řádu tří hvězd – Lotyšsko, 2001
- Řád kříže země Panny Marie I. třídy – Estonsko, 4. února 2002[5]
- velkokříž Řádu Vitolda Velikého se zlatým řetězem – Litva, 3. února 2003[3]
- Řád svobody – Ukrajina, 6. prosince 2017 – udělil prezident Petro Porošenko za mimořádný osobní přínos k rozvoji ukrajinsko-litevských mezistátních vztahů[6]

### Ocenění
- V roce 1991 byly profesoru V. Landsbergisovi uděleny tyto ceny a řády: Norská Národní cena Za mír, Francouzská cena Fondation du Future, Cena Vydūnova fondu (USA), Cena Svobody (IFF) - Velká Británie, Harcérský(~Skautský) čestný kříž (Polsko), Řád střelecké hvězdy Litevského Střeleckého svazu;
- V roce 1992 V. Landsbergis dostal cenu Hermann-Ehlers-Preis (Německo) a řád za zásluhy (Estonsko);
- V roce 1994 dostal 9. mezinárodní Cenu Katalánského fondu kultury Ramona Llulla;
- V roce 1995 se stal kavalírem střelců Řádu Sv. Sebastiána (Německo);
- V roce 1998 dostal tyto ceny a odměny: Cenu Vibo Valentia (město v Itálii) „Svědectví“[zdroj?] za přínos k vysvobození Litvy, Odznak Člena odboje (Litevských politických vězňů a vyhnanců) za podporu rezistentům a zásluhy o (Litvu), Medaili UNESCO za přínos k šíření demokracie a boji za lidská práva, Velkokříž Řádu za zásluhy (Maltézský řád), Trumanovo a Reaganovo Ocenění Svobody Fondu Memoriálu obětí komunismu.
- Roku 2000 vyznamenán Řádem Plejády (valné hromady) Asociace frankofonních parlamentů (Francie) (francouzsky: l'Ordre de la Pléiade de l'Association des parlementaires de langue française).
- Roku 2003 byl vyznamenán Ústavní medailí parlamentu Německých Saských zemí.

## Popularita
Prof. Dr. Vytautas Landsbergis je v Litvě familiárně nazýván „tėtušis“ (tatík). V různých výzkumech popularity se po léta držel v první desítce nejpopulárnějších politiků.